# Clean room design
Clean room design (с англ. — «методология „чистой комнаты“») — способ копирования дизайна с помощью обратной инженерии, не нарушающий авторских прав и коммерческих тайн, связанных с оригинальным дизайном. Этот способ опирается на независимое изобретение и может быть использован для защиты от авторских прав и коммерческих тайн, но не применим при патентных ограничениях.
Термин подразумевает, что команда разработчиков работает в «чистой» среде, или «не загрязнённой» какими-либо знаниями о закрытых технологиях конкурентов.
Как правило, разработка по этому методу «чистой комнаты» осуществляется следующим образом: команда специалистов изучает систему, которую предстоит перепроектировать, составляет спецификацию и техническое задание. Эта спецификация затем проверяется юристами на предмет отсутствия материалов, защищённых авторским правом. После этого проект согласно техническому заданию реализуется другой командой, не связанной с первоначальными экспертами.
Российское законодательство явно запрещает использование декомпилирования в рамках данной методологии в отношении ПО в любых целях, кроме как для интеграции с исследуемым ПО.